# The Sims 2: Bon Voyage
The Sims 2: Bon Voyage — шосте доповнення для відеогри 2004 року жанру симулятору життя «The Sims 2». В Північній Америці вийшло 4 вересня 2007, в ЄС та Австралії — 6 вересня 2007. Для Mac OS X реліз відбувся 17 грудня 2007. Доповнення додає до основної гри можливість поїхати у відпустку та три нові райони: берег острова Твіккі, село Такемітцу і гори Три Озера.
Схожими доповненнями стали «The Sims: Vacation» для «The Sims», яке вийшло 28 березня 2002; «The Sims 3: World Adventures» для «The Sims 3», яке вийшло 18 листопада 2009 та «The Sims 3: Island Paradise», яке вийшло 25 червня 2013.

## Геймплей
Доповнення «The Sims 2: Bon Voyage» додає до гри можливість поїхати у відпустку на острів, до японського селища або в гори. У кожному новому районі для відпочинку є свій таємний лот. Щоб знайти його, сім повинен відкопати секретну мапу. З'явилось декілька нових NPC: йеті, пірати, кухарі, злодії, екскурсоводи. Також сім може вивчити жести та танці місцевого населення та різні техніки масажу.
Будучи у відпустці, сім може піти на екскурсію, купити сувеніри, познайомитися із місцевими мешканцями та поповнити щоденник мандрівника. Також в «The Sims 2: Bon Voyage» з'явилась можливість придбати дачу. При повернені додому після відпустки сіму можна вибрати декілька бонусів. Сіми можуть робити фотознімки на фотокамеру та замовляти альбом із фотографіями. З'явилася можливість ходити пішки поміж лотами, а також проводити медовий місяць.

### Острів Твіккі
Острів Твіккі дає можливість сімам з'їздити на море. Проживати можна в готелях, або на власній дачі. На пляжі сім може будувати пісочні фортеці, купатися в морі, засмагати, борсатися у піску і знайомитися із піратами.

### Селище Такеміцу
Селище Такеміцу дає можливість сімам відвідати японську культуру. Проживати можна в готелях, або на власній дачі. У селищі Такеміцу сім зможете познайомитися із ніндзями, випити чаю, зіграти в цікаві ігри.

### Три озера
Гора Три озера представляє лісисту місцевість. Проживати можна в готелях, в наметах або на власній дачі. Сіми можуть завести стосунки із горцями, посидіти біля вогню, пограти в сокирки та розшукати йеті.

### Архітектура і об'єкти
Доповнення додало новий тип дахів, меблі у острівних, японських та гірських стилях. Також з'явилася можливість одягати на сімів аксесуари, наприклад, сережки, кільця, браслети.

## Рецензії
| Агрегатор  | Оцінка |
| ---------- | ------ |
| Metacritic | 74%    |

| Видання        | Оцінка |
| -------------- | ------ |
| GameRevolution | B      |
| GameSpot       | 8.5/10 |
| GamesRadar+    | [ 4 ]  |
| GameZone       | 6.8/10 |
| IGN            | 8/10   |

В середньому доповнення отримало позитивні рецензії. Агрегатор Metacritic оцінив гру у 74 %.